# セーラー服仁義 新宿歌舞伎町外伝
『セーラー服仁義　新宿歌舞伎町外伝』（セーラーふくじんぎ しんじゅくかぶきちょうがいでん）は1994年7月22日に発売されたオリジナルビデオ。

## 概要
- 歌舞伎町を根城に遊びまわっている女子高生4人組が、これまで利用しているようで利用されてきた大人たちと対決する。
- 大規模な歌舞伎町ロケで撮影された。

## キャスト
- 二階堂真弓：中園麻衣子
- 白鳥ゆき：村上かおり
- 後藤さゆり草野とよ実
- 橘未貴子：真田一未
- 二階堂幸三郎（真弓の父）：きたろう
- 二階堂ひろ子（真弓の母）：大村眞利枝
- 星裕（真弓らの高校の体育教師）：斎木しげる
- 前田（冒頭部で真弓にひっかけられるサラリーマン）：及川ヒロオ
- 小池：十貫寺梅軒
- 伊崎組組長：三上寛
- 酔っ払い：坂田明
- 遠藤政男（真弓とつるんでいるチンピラ）：信達谷圭
- 島崎校長：西村淳二
- ホームレス：外波山文明
- 星文江（裕の嫁）：中村京子
- 茂ママ（真弓らの行き付けのオカマバーのママ）：中川健次
- 歩道橋で真弓らにひっかけられるサラリーマン：又野彰夫
- 袋田：ジャンク斉藤
- デートクラブ店長：池田真司
- 子分：戸井勝海、保苅芳夫、市川正、えいりじゅん
- 米田律子：LYN
- ミスターレディー：朝川ひかる、沙羅、杏子

## スタッフ
- 企画・製作総指揮：鬼沢修二
- 監督：小島邦彦
- 脚本：大沼栄太郎
- 音楽：藤川忠彦
- 編集・MA：レンジャー東音スタジオ
- ロケ協力：新宿歌舞伎町商店組合、歌舞伎町風俗店協会、ナイタイ、新宿コマ劇場　ほか
- 製作プロダクション：スタジオ・プリズナー
- 販売：ブロードウェイ